# Androsace stenophylla
Androsace stenophylla là một loài thực vật có hoa trong họ Anh thảo. Loài này được (Petitm.) Hand.-Mazz. mô tả khoa học đầu tiên năm 1931.